# Енк-плац (станція метро)
48°10′29″ пн. ш. 16°24′53″ сх. д. / 48.1747° пн. ш. 16.4148° сх. д.
«Енк-плац» — станція Віденського метрополітену, розміщена на лінії U3 між станціями «Ципперер-штрасе» і «Зіммеринг». Відкрита 2 грудня 2000 року у складі дільниці «Ердберг» — «Зіммеринг».